# Valentine Demy
Valentine Demy, pseudonimo di Marisa Parra (Pisa, 24 gennaio 1963), è una culturista, attrice e attrice pornografica italiana.
Con alle spalle un'importante carriera cinematografica nel mondo della pornografia, Valentine Demy figura fra le più famose attrici del panorama hard italiano che si sono distinte tra gli anni novanta e gli anni duemila. Ha lavorato anche come modella, showgirl e attrice, principalmente per opere di genere erotico con registi celebri quali Tinto Brass e Joe D'Amato.

## Biografia

### Cinema e televisione
Marisa Parra (in arte Valentine Demy) figlia di una sarta nasce a Pisa il 24 gennaio 1963. Inizia a lavorare come modella negli anni ottanta per la rivista Playmen, posando anche in copertina per il numero 2 del febbraio 1989. Ha lavorato nel mondo dello spettacolo per due anni, accanto a Minnie Minoprio nel 1986.
Dopo una piccola parte nel film Eleven Days, Eleven Nights (11 giorni, 11 notti) come figurante, nel 1988 avvia la sua carriera cinematografica prendendo parte a diversi film di genere erotico quali Pathos - Segreta inquietudine, Intimo, Snack Bar Budapest diretto da Tinto Brass, Intrigo d'amore e Dirty Love di Joe D'Amato, dove in quest'ultimo ottenne il suo primo ruolo da protagonista nei panni della ballerina Terry Jones. Nello stesso anno viene diretta nuovamente da Joe D'Amato nel film Pomeriggio caldo, dove ricopre il ruolo della moglie Connie, vittima di una setta religiosa a cui il marito sta dando la caccia.

Valentine Demy nel film L'ultima emozione (1989)

Nel 1989 viene ingaggiata dal regista Andrea Bianchi per ricoprire il ruolo di Lulù nel film Io Gilda, socia del boss Max Guardino che insieme mettono su un locale a luci rosse, mentre in coppia con Ileana Carisio (in arte Ramba anch'ella pornostar) interpreta il film Lambada blu diretto da Lorenzo Onorati; nel film è presente anche la pornodiva Baby Pozzi. Nello stesso anno prende parte al film L'ultima emozione diretto da Riccardo Sesani e ai film di stampo erotico Hard Car - Desiderio sfrenato del piacere, dove interpreta la sensuale Annie che si impadronisce di un floppy-disk top secret e viene perseguitata da una banda di malviventi e al film Casa di piacere, che racconta la storia di Eva, un ex prostituta in cerca di redenzione che vive nel passato.
L'anno seguente interpreta il ruolo di Laurie in Sapore di donna e viene ingaggiata nel cast di Malizia oggi, Il sofà e Abatjour 2. Nello stesso anno partecipa come guest star nell'episodio Il figlio del reggimento nella seconda stagione della serie televisiva Classe di ferro, e ritorna sotto la direzione di Tinto Brass nel film erotico Paprika, recitando anche nella commedia di Bruno Gaburro Abbronzatissimi nel ruolo di Elide, una prostituta che adesca vittime maschili per ottenere in cambio dei favori. Conclude l'anno recitando nei film Maîtresse e Lolita per sempre.
Nel 1992 Marina Ripa di Meana, al suo esordio da regista ingaggia Valentine Demy per recitare in Cattive ragazze, in un cast che comprendeva fra gli altri, anche Burt Young e Anita Ekberg con protagonista Eva Grimaldi. Tuttavia, il film risultò un flop al botteghino ed è considerato uno dei peggiori film italiani mai realizzati. L'anno seguente recita nel film erotico Le occasioni di una signora perbene e dal 1990 inizia a fare sport, laureandosi campionessa di culturismo ai campionati italiani di Bodybuilding nel 1993; tre anni dopo girerà Camerini ardenti, un docu-fiction di Pietro Balla e Monica Repetto che racconta il dietro le quinte dei film pornografici, con diverse celebrità hard dell'epoca come le attrici Éva Henger e Deborah Wells o il regista Riccardo Schicchi.
Impegnata in pellicole hard dal 1994, ritorna sul piccolo schermo nel 2003 (esattamente 10 anni dopo) per recitare in tre episodi della terza stagione della serie televisiva Il bello delle donne, nel ruolo di una spogliarellista. Nello stesso anno prende parte alla puntata finale della quarta edizione di Ciao Darwin, schierata nella squadra del Diavolo contro la compagine avversaria Acqua Santa.
Nel 2006 è stata per un breve periodo presidente del Pontedera, squadra di calcio che all'epoca militava in Serie D.

### Attività nel mondo dell'hard
Nel 1994 entra ufficialmente nel mondo dell'hard sotto lo pseudonimo di Valentine Demy (nome d'arte che si ispira al personaggio principale della serie a fumetti Valentina, creata da Guido Crepax nel 1965). Nel 1996 prende parte al film The Erotic Adventures of Zorro diretto da Mario Bianchi. L'anno successivo e protagonista dei film Il sequestro (incentrato sul fenomeno psicologico della sindrome di Stoccolma) e Francesca: Sinfonia anale, dove interpreta la protagonista Francesca. Nel 1998 viene diretta nuovamente da Silvio Bandinelli nel film Nirvanal Project e ancora da Mario Bianchi in La puttana dello spazio; nello stesso anno gira anche Delitto a luci rosse e I sogni osceni di Valentina.
Dopo un breve stop cinematografico, riprende il suo ruolo nel mondo dell'hard con il film Spirito libero diretto da Morris Magli del 2000, girando altre sei pellicole per la casa cinematografica Boss Film quali Faccia di Picazzo (2001), Mission Possible (2001), la dilogia Suor Ubalda (2002) e Suor Ubalda 2 (2004), Valentina in carriera (2001) e Una Vespa 50 che mi toglie i problemi (2001); nel 2002 recita in Tutto in una notte diretta da Jenny Forte.
Nel 2004 prende parte ai film Cara maestra, B Come Blondie, Twisted Tails #1 e Euro Sluts 4: Caos, quest'ultimo, diretto da Andrea Nobili, recitando anche nella pellicola Madame Claude e i vizi capitali di Renzo Reggi. Tra il 2008 e il 2009 recita in Private Specials 4: Italian Mamas, Alle Italiane piace negro fondente, Mature: signore immorali e Rosetten in Ketten.
Nei due anni successivi gira le ultime pellicole hard che sono Private Specials 34: Italian Milfs! Mamma Mia!, Tutte le donne di Valentine, La madre perfetta, The Boss' Girls, Body Builders in Heat #28 e Best Of MILF Filth, prima di ritirarsi dalle scene per via del continuo cambiamento del mercato home-video alla digitalizzazione del porno via internet. Nel 2017 annuncia ufficialmente il suo ritiro via Instagram, tuttavia, nel 2020 decide di ritornare a recitare nel mondo dell'hard.

### Vita privata
Da diversi anni è sposata con Roberto Bellagamba, pluricampione del mondo di culturismo: la coppia ha avuto una figlia quando Parra era sedicenne.

## Filmografia

### Filmografia tradizionale

#### Cinema
- Eleven Days, Eleven Nights (11 giorni, 11 notti), regia di Joe D'Amato (1987) - non accreditata
- Pathos - Segreta inquietudine, regia di Piccio Raffanini (1988)
- Intimo, regia di Beppe Cino (1988)
- Snack Bar Budapest, regia di Tinto Brass (1988)
- Dirty Love - Amore sporco, regia di Joe D'Amato (1988)
- Intrigo d'amore, regia di Mario Gariazzo (1988)
- Pomeriggio caldo, regia di Joe D'Amato (1988)
- Io Gilda, regia di Andrea Bianchi (1989)
- Lambada blu, regia di Lorenzo Onorati (1989)
- L'ultima emozione, regia Riccardo Sesani (1989)
- Hard Car - Desiderio sfrenato del piacere, regia di Giovanni Amadei (1989)
- Casa di piacere, regia di Bruno Gaburro (1989)
- Sapore di donna, regia di Mario Gariazzo (1990)
- Malizia oggi, regia di Sergio Bergonzelli (1990)
- Il sofà, regia di Lorenzo Onorati (1990)
- Abatjour 2, regia di Lorenzo Onorati (1990)
- Paprika, regia di Tinto Brass (1991)
- Abbronzatissimi, regia di Bruno Gaburro (1991)
- Maîtresse, regia di Corrado Colombo (1991)
- Lolita per sempre, regia di Pasquale Fanetti (1991)
- Cattive ragazze, regia di Marina Ripa di Meana (1992)
- Le occasioni di una signora perbene, regia di Pasqualino Fanetti (1993)

#### Televisione
- Classe di ferro – serie TV, episodio 2x02 (1991)
- Il bello delle donne – serie TV, episodi 3x04-05-09 (2003)
- Io ti assolvo, regia di Monica Vullo – film TV (2008)

#### Cortometraggi
- Camerini ardenti, regia di Pietro Balla e Monica Repetto (1996)

### Filmografia pornografica
- Guendalina, regia di Lorenzo Onorati (1989)
- Valentina Valentina, regia di Alessandro Perrella (1992)
- The Erotic Adventures of Zorro, regia di Mario Bianchi (1996)
- Il sequestro regia di Silvio Bandinelli (1997)
- Francesca: Sinfonia anale, regia di Mario Bianchi (1997)
- Nirvanal Project, regia di Silvio Bandinelli (1998)
- La puttana dello spazio, regia di Mario Bianchi (1998)
- Delitto a luci rosse, regia di Morris Magli (1998)
- I sogni osceni di Valentina, regia di Mario Bianchi (1998)
- Spirito libero, regia di Morris Magli (2000)
- Faccia di Picazzo, regia di Morris Magli (2001)
- Mission Possible, regia di Morris Magli (2001)
- Valentina in carriera, regia di Morris Magli (2001)
- Una Vespa 50 che mi toglie i problemi, regia di Morris Magli (2001)
- Tutto in una notte, regia di Jenny Forte (2002)
- Suor Ubalda, regia di Morris Magli (2002)
- Suor Ubalda 2, regia di Morris Magli (2004)
- Cara maestra, regia di Guido Maria Ranieri (2004)
- B Come Blondie, regia di Andrea Nobili (2004)
- Euro Sluts 4: Caos, regia di Andrea Nobili (2004)
- Twisted Tails #1 (2004)
- My Friends..., regia di Andrea Nobili (2005)
- Madame Claude e i vizi capitali, regia di Renzo Reggi (2005)
- Private Specials 4: Italian Mamas, regia di Gianfranco Romagnoli (2008)
- Alle Italiane piace negro fondente, regia di Franco Roccaforte (2008)
- Mature: signore immorali, regia di J.F. Romagnoli (2009)
- Rosetten in Ketten, regia di Valentine Demy e Jois (2009)
- Private Specials 34: Italian Milfs! Mamma Mia!, regia di Gianfranco Romagnoli (2010)
- Tutte le donne di Valentine, regia di Valentine Demy (2010)
- La madre perfetta, regia di Andy Casanova (2010)
- The Boss' Girls, regia di Morris Magli (2011)
- Body Builders in Heat #28 (2011)
- Best Of MILF Filth (2011)
- Il mistero anale di Valentine Demy, regia di Romeo Visconti (2011)